# نيك سنكلير
نيك سنكلير (بالإنجليزية: Nick Sinclair)‏ (3 يناير 1960 بمانشستر في المملكة المتحدة - ) هو لاعب كرة قدم بريطاني في مركز الظهير. لعب مع أولدهام أثلتيك ونادي ترانمير روفرز لكرة القدم ووولفرهامبتون واندررز.